# پرستوجنگلیان
پرستوجنگلیان (نام علمی: Artamidae) نام یک تیره از راسته گنجشک‌سانان است.